# Christophe Bulot
Pour les articles homonymes, voir Bulot.
Christophe Bulot, né Christophe Théodose Bulot, est un homme politique français né le 10 janvier 1800 à Seuillet, mort le 1er novembre 1842.

## Biographie
Christophe Bulot est né le 10 janvier 1800 à Seuillet dans l'Allier. Il est le fils de Jean-Baptiste Bulot, régisseur et fermier à Seuillet, avocat et juge de paix à Cusset, propriétaire du domaine des Garets, mort le 13 janvier 1826.
Christophe Bulot est propriétaire rentier, conseiller municipal à partir du 16 octobre 1831, nommé maire de Vichy le 5 janvier 1833, renommé maire par arrêté préfectoral le 15 octobre 1834 et le 24 mai 1840, jusqu’au 1er novembre 1842, puis devient conseiller général de Cusset. Il meurt le 1er novembre 1842.

## Mandats
- Conseiller municipal à partir du 16 octobre 1831.
- Nommé maire de Vichy le 5 janvier 1833, renommé maire par arrêté préfectoral le 15 octobre 1834 et le 24 mai 1840, jusqu’au 1er novembre 1842.
- conseiller général de Cusset.